# Routes aériennes les plus fréquentées

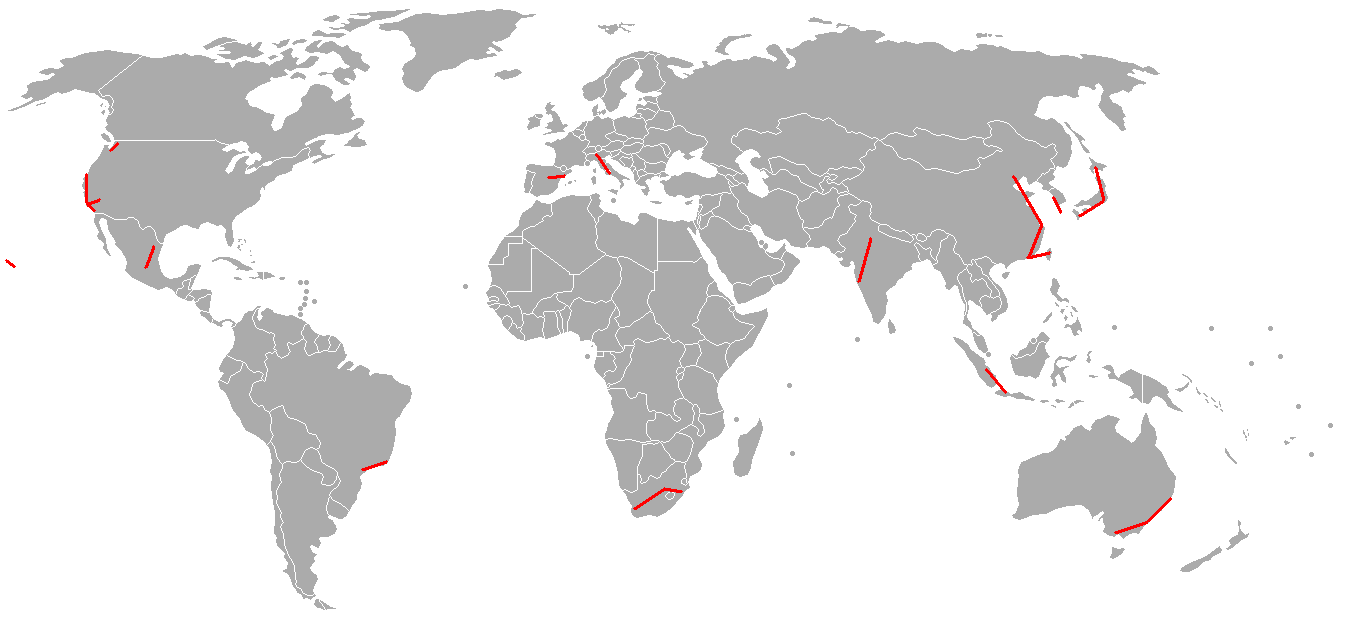
Les 21 routes aériennes les plus fréquentées (septembre 2007)

Cat article fournit la liste des routes aériennes les plus utilisées à travers le monde, dans la région Asie-Pacifique et en Europe.

## Méthodologie
Sur la base des données fournies par l'organisme de statistiques de transport aérien OAG (Official Airline Guide), en septembre 2007, les 10 routes aériennes les plus fréquentées, en nombre de vols hebdomadaires, étaient celles du tableau ci-dessous.
Ces statistiques ne donnent pas le nombre de passagers transportés. Elles n'additionnent pas non plus les vols provenant de différents aéroports pour une même ville. Ces données portant sur les vols effectués en septembre 2007, et n'ont pas fait l'objet d'ajustement saisonnier.
Les routes les plus fréquentées se trouvent être des vols intérieurs entre les plus grandes villes d'un pays dans lequel les distances font du transport aérien le moyen le plus efficace.

## Au niveau mondial
Au niveau mondial, les routes les plus fréquentées sont :
| Classement | Aéroport 1                                          | Aéroport 2                                                | Nombre de vols hebdomadaires | Nombre de passagers |
| ---------- | --------------------------------------------------- | --------------------------------------------------------- | ---------------------------- | ------------------- |
| 1          | Aéroport international de Barcelone                 | Aéroport international de Madrid-Barajas                  | 1240                         |                     |
| 2          | Aéroport international de Congonhas                 | Aéroport Santos Dumont                                    | 1130                         |                     |
| 3          | Aéroport de Melbourne                               | Aéroport de Sydney                                        | 950                          | 9 millions          |
| 4          | Aéroport international de Jeju                      | Aéroport international de Gimpo (Séoul)                   | 870                          | 13,5 millions       |
| 5          | Aéroport international de Jakarta                   | Aéroport international de Surabaya                        | 780                          | 5,2 millions        |
| 6          | Aéroport international du Cap                       | Aéroport international OR Tambo (Johannesburg)            | 700                          |                     |
| 6          | Nouvel aéroport de Chitose                          | Aéroport international de Narita                          | 700                          | 8,7 millions        |
| 8          | Aéroport de Fukuoka                                 | Aéroport international de Tokyo                           | 640                          | 7,9 millions        |
| 9          | Aéroport international de Brisbane                  | Aéroport de Sydney                                        | 590                          |                     |
| 9          | Aéroport international de Mariscal Sucre (Quito)    | Aéroport international José Joaquín de Olmedo (Guayaquil) | 590                          |                     |
| 11         | Aéroport international de Pékin                     | Aéroport international de Shanghai Hongqiao               | 560                          | 6,9 millions        |
| 12         | Aéroport international de Hong Kong                 | Aéroport international Taiwan Taoyuan                     | 560                          | 6,7 millions        |
| 13         | Aéroport international d'Honolulu                   | Aéroport de Kahului                                       | 550                          |                     |
| 14         | Aéroport international de Durban                    | Aéroport international OR Tambo (Johannesburg)            | 530                          |                     |
| 15         | Aéroport international Pearson de Toronto           | Aéroport international Pierre-Elliott-Trudeau de Montréal | 480                          |                     |
| 15         | Aéroport international Changi (Singapour)           | Aéroport international de Jakarta                         | 480                          |                     |
| 17         | Aéroport international de Mexico                    | Aéroport international de Guadalajara                     | 450                          |                     |
| 17         | Aéroport international Changi                       | Aéroport international de Kuala Lumpur                    | 450                          |                     |
| 19         | Aéroport international de Los Angeles               | Aéroport international de San Francisco                   | 440                          |                     |
| 20         | Aéroport international de Los Angeles               | Aéroport international de San Diego                       | 430                          |                     |
| 20         | Aéroport international Chhatrapati Shivaji (Bombay) | Aéroport international Indira Gandhi (New Delhi)          | 430                          | 7,1 millions        |
| 22         | Aéroport international de Los Angeles               | John F. Kennedy International Airport                     | 420                          |                     |
| 23         | Aéroport Léonard-de-Vinci de Rome Fiumicino         | Aéroport de Milan Linate                                  | 400                          |                     |
| 23         | Aéroport Paris-Orly                                 | Aéroport Toulouse-Blagnac                                 | 400                          |                     |
| 25         | Aéroport international de Hong Kong                 | Pudong (Shanghai)                                         | 390                          |                     |
| 26         | Aéroport international de Los Angeles               | Aéroport international McCarran (Las Vegas)               | 370                          |                     |
| 27         | Aéroport international King Abdulaziz de Djeddah    | Aéroport international King Khalid (Riyad)                | 360                          |                     |
| 28         | Aéroport international de Los Angeles               | Aéroport international Sky Harbor de Phoenix              | 340                          |                     |
| 29         | Aéroport international de Mexico                    | Aéroport international de Cancún                          | 310                          |                     |
| 29         | Aéroport international John-F.-Kennedy              | Aéroport international de San Francisco                   | 310                          |                     |
| 31         | Aéroport international de Mexico                    | Aéroport international de Monterrey                       | 300                          |                     |

## Amériques
Les 10 routes aériennes les plus fréquentées dans les Amériques sont :
| Classement | Aéroport 1                                       | Aéroport 2                                                | Nombre de vols hebdomadaires |
| ---------- | ------------------------------------------------ | --------------------------------------------------------- | ---------------------------- |
| 1          | Aéroport international de Congonhas              | Aéroport Santos Dumont                                    | 1130                         |
| 2          | Aéroport international de Mariscal Sucre (Quito) | Aéroport international José Joaquín de Olmedo (Guayaquil) | 590                          |
| 3          | Aéroport international d'Honolulu                | Aéroport de Kahului                                       | 550                          |
| 4          | Aéroport international Pearson de Toronto        | Aéroport international Pierre-Elliott-Trudeau de Montréal | 480                          |
| 5          | Aéroport international de Mexico                 | Aéroport international de Guadalajara                     | 450                          |
| 6          | Aéroport international de Los Angeles            | Aéroport international de San Francisco                   | 440                          |
| 7          | Aéroport international de Los Angeles            | Aéroport international de San Diego                       | 430                          |
| 8          | Aéroport international de Los Angeles            | Aéroport international John-F.-Kennedy                    | 420                          |
| 9          | Aéroport international de Los Angeles            | Aéroport international McCarran (Las Vegas)               | 370                          |
| 10         | Aéroport international de Los Angeles            | Aéroport international Sky Harbor de Phoenix              | 340                          |

## Asie-Pacifique
Dans la région Asie-Pacifique, les 10 routes les plus fréquentées sont :
| Classement | Aéroport 1                                | Aéroport 2                                  | Nombre de vols hebdomadaires |
| ---------- | ----------------------------------------- | ------------------------------------------- | ---------------------------- |
| 1          | Aéroport de Melbourne                     | Aéroport de Sydney                          | 950                          |
| 2          | Aéroport international de Jeju            | Aéroport international de Gimpo (Séoul)     | 870                          |
| 3          | Aéroport international de Jakarta         | Aéroport international de Surabaya          | 780                          |
| 4          | Nouvel aéroport de Chitose                | Aéroport international de Narita            | 700                          |
| 5          | Aéroport de Fukuoka                       | Aéroport international de Tokyo             | 640                          |
| 6          | Aéroport international de Brisbane        | Aéroport de Sydney                          | 590                          |
| 7          | Aéroport international de Pékin           | Aéroport international de Shanghai Hongqiao | 560                          |
| 8          | Aéroport international de Hong Kong       | Aéroport international Taiwan Taoyuan       | 560                          |
| 9          | Aéroport international Changi (Singapour) | Aéroport international de Jakarta           | 480                          |
| 10         | Aéroport international Changi             | Aéroport international de Kuala Lumpur      | 450                          |

## Europe
En Europe, les 10 routes les plus fréquentées sont :
| Classement | Aéroport 1                                  | Aéroport 2                                           | Nombre de vols hebdomadaires |
| ---------- | ------------------------------------------- | ---------------------------------------------------- | ---------------------------- |
| 1          | Aéroport international de Barcelone         | Aéroport international de Madrid-Barajas             | 1240                         |
| 2          | Aéroport Léonard-de-Vinci de Rome Fiumicino | Aéroport de Milan Linate                             | 400                          |
| 3          | Aéroport Paris-Orly                         | Aéroport Toulouse-Blagnac                            | 400                          |
| 4          | Aéroport international d'Oslo-Gardermoen    | Aéroport de Bergen                                   |                              |
| 5          | Las Palmas                                  | Tenerife                                             |                              |
| 6          | Aéroport international d'Oslo-Gardermoen    | Aéroport de Trondheim Værnes                         |                              |
| 7          | Aéroport Paris-Orly                         | Aéroport de Nice-Côte d'Azur                         |                              |
| 8          | Aéroport d'Amsterdam-Schiphol               | Aéroport de Londres Heathrow                         |                              |
| 9          | Aéroport de Hambourg                        | Aéroport international Franz-Josef-Strauss de Munich |                              |
| 10         | Aéroport de Guernesey                       | Aéroport de Jersey                                   |                              |